# Abdera (colònia fenícia)
Abdera va ser una antiga ciutat portuària en la costa sud d'Andalusia, entre Malaka (l'actual Màlaga) i Cartago Nova (l'actual Cartagena), en el districte habitat pels bastetans. Es localitza en l'actual Adra, a la província d'Almeria.
Es va fundar com una estació de comerç pels fenicis i cartaginesos, i després d'un període de declivi es va convertir sota el poder dels romans en una de les ciutats més importants de la província de la Bètica. Es trobava en un pujol sobre l'actual Adra, en les anomenades mines del Turó de Montecristo.
Les monedes més antigues de la ciutat tenen la inscripció fenícia abdrt amb el cap d'Hèracles (Melkart) i una tonyina. Les monedes de Tiberi mostren el temple principal de la ciutat amb dues tonyines en vertical en forma de columnes.